# 斯普林克里克鎮區 (阿肯色州菲利普斯縣)
斯普林克里克鎮區（英語：Spring Creek Township）是位於美國阿肯色州菲利普斯縣的一個行政鎮區。

## 地方資料
斯普林克里克鎮區的面積為206.41平方千米，當中陸地面積為206.29平方千米，而水域面積為0.12平方千米。根據2010年美國人口普查的數據，當地共有人口1789人，而人口密度為每平方千米8.67人。